# Murder (serie de televisión)
Murder, es una miniserie británica transmitida desde el 26 de agosto del 2012 hasta ahora, por medio de la cadena BBC Two. 
La miniserie fue creada por Robert Jones.
El 14 de mayo del 2013 se anunció que la serie tendría una nueva temporada conformada por tres nuevas historias la cual fue estrenada el 3 de marzo del 2016.

## Historia
Las historias de la miniserie cuentan los acontecimientos que condujeron a un asesinato y lo que sucede después del hecho cometido.
La primera historia "Joint Enterprise" cuenta cómo la vida de tres desconocidos que solamente se encontraron por primera vez al medio día cambia completamente a las 2:00am cuando se descubre la espantosa y violenta muerte de una joven mujer en su apartamento en Nottingham. Coleen, la hermana de la joven se encuentra encerrada en el interior del baño aterrorizada mientras que Stefan (un joven que había conocido más temprano esa noche con quien había tomado unos tragos), es detenido por la policía por ir a exceso de velocidad y cuando es arrestado lo ven con la camiseta ensangrentada.
Durante la investigación se revela que Stefan, había perdido una pierna durante su servicio en Afganistán, discapacidad que no le impidió tener un hijo con la esposa de su hermano. Mientras que Coleen estaba obsesionada con la madre que la había abandonado cuando tenía sólo 14 años.
La segunda historia "The Third Voice" sigue durante un viaje de pesca a Leo y su cuñado Rafe Carey y cómo este termina terriblemente mal, cuando el cuerpo de Rafe es encontrado varado en las orillas del río Tweed mientras que Leo regresa con una herida en la cabeza, al inicio se cree que fue un accidente después de que la sección en donde se encontraban pescando colapsara debido al mal tiempo lo que ocasionó que Rafe se ahogara, sin embargo, pronto la detective Corinne Evans descubre que el cuerpo de Rafe presenta heridas realizadas por un arma blanca y concluye que Rafe murió luego de que fuera apuñalado en el corazón.
Durante la investigación se descubre que Rafe se encontraba cuidando a Sonia, la única hija de Leo y Katrina (la hermana de Rafe), cuando ella murió repentinamente de meningitis mientras sus padres estaban de vacaciones en Roma. Leo destrozado por lo sucedido y molesto con Rafe por haberla diagnosticado mal, le paga a Frankie Alder (un paciente de Katrina) para que mate a su cuñado. Después de declararse culpable Leo es sentenciado a 17 años en prisión mientras que Frankie es liberado. 
Finalmente se revela que Frankie había seguido a los dos hombres hasta la orilla del río donde los amenazó con un cuchillo, Rafe molesto por lo sucedido logra quitarle el cuchillo y comienza a golpear violentamente a Frankie, sin embargo, Frankie logra recuperarse y mientras ataca a Rafe, Leo toma el cuchillo y lo apuñala en el corazón.
La tercera historia "The Lost Weekend" cuando como la acaudalada norteamericana Arla Beckman fundadora de "Liferaft", una organización de caridad filantrópica que ayuda a niños con problemas desaparece. Sabiendo sobre la relación extramarital que tenía Arla con el aristócrata inglés Dominic Cotterall, su mejor amiga Bryony Phelps está convencida de que él tiene algo que ver con su desaparición y va a los medios para hacerles saber lo sucedido, lo que provoca que la escéptica detective Mirella Goss se encargue del caso.
La cuarta historia "The Big Bang" se centra en el asesinato del oficial de policía Stuart Prescott quien fue asesinado a sangre fría 10 años atrás cuando se encontraba fuera de servicio, aunque en la cárcel se encuentran Clyde Harris, Whitmore Harris y Curtis Kodro, los tres hombres que participaron en el asesinato sirviendo condenas de por vida, nunca han logrado comprobar quién fue el responsable de jalar el gatillo y asesinar al oficial. La hija de Prescott, Jess quien tenía siete años durante el crimen, fue testigo de lo sucedido y desde entonces ha vivido atormentada ya que tiene lagunas sobre algunos hechos ocurridos el día del atentado, sin embargo sus esperanzas regresan cuando un terapeuta le ofrece ponerla en contacto con los asaltantes para aclarar finalmente lo sucedido.

## Personajes

### Personajes principales
| Actor             | Personaje               | Ocupación           | Historia           | N.º de episodios | Duración |
| ----------------- | ----------------------- | ------------------- | ------------------ | ---------------- | -------- |
| Peter McDonald    | Leo Durridge            | -                   | "The Third Voice"  | 1                | 2016     |
| Frank Gilhooley   | Rafe Carey              | Médico Clínico      | "The Third Voice"  | 1                | 2016     |
| Shauna Macdonald  | Katrina Durridge        | Consejera           | "The Third Voice"  | 1                | 2016     |
| Conor McCarron    | Frankie Alder           | Ladrón              | "The Third Voice"  | 1                | 2016     |
| Morven Christie   | Corinne Evans           | Detective Sargento  | "The Third Voice"  | 1                | 2016     |
| Maurice Roëves    | Desmond                 | Leñador Local       | "The Third Voice"  | 1                | 2016     |
| Sebastian Armesto | Dominic Cotterall       | -                   | "The Lost Weekend" | 1                | 2016     |
| Peter Bowles      | Greville Cotterall      | -                   | "The Lost Weekend" | 1                | 2016     |
| Anne-Marie Duff   | Mirella Goss            | Detective Inspector | "The Lost Weekend" | 1                | 2016     |
| Hayley Squires    | Bryony Phelps           | -                   | "The Lost Weekend" | 1                | 2016     |
| Jessica Barden    | Jessica "Jess" Prescott | -                   | "The Big Bang"     | 1                | 2016     |
| Michael Smiley    | Whitmore Harris         | Ladrón              | "The Big Bang"     | 1                | 2016     |
| David Wilmot      | Clyde Harris            | Ladrón              | "The Big Bang"     | 1                | 2016     |
| Johann Myers      | Curtis Kodro            | Ladrón              | "The Big Bang"     | 1                | 2016     |

### Personajes secundarios
| Actor                            | Personaje                                                 | Ocupación                 | Historia          | No. de Episodios | Duración |
| -------------------------------- | --------------------------------------------------------- | ------------------------- | ----------------- | ---------------- | -------- |
| Naomi Leonard-Morgan             | Sonia Durridge                                            | -                         | "The Third Voice" | 1                | 2016     |
| Valene Kane                      | Brennan                                                   | Abogada de Frankie        | "The Third Voice" | 1                | 2016     |
| Stuart Preston                   | Malcolm                                                   | -                         | "The Third Voice" | 1                | 2016     |
| Kim Allan                        | Isabel                                                    | -                         | "The Third Voice" | 1                | 2016     |
| Naomi Leonard                    | Sonia                                                     | -                         | "The Third Voice" | 1                | 2016     |
| Tommy McDonnell                  | Kendrick                                                  | Distribuidor              | "Lost Weekend"    | 1                | 2016     |
| Lewis Baxter                     | Laurence                                                  | -                         | "Lost Weekend"    | 1                | 2016     |
| Brooke Johnston                  | Arla Beckman                                              | Fundadora de "Liferaft"   | "Lost Weekend"    | 1                | 2016     |
| Tom Reed                         | Hamad                                                     | Cliente de Arla           | "Lost Weekend"    | 1                | 2016     |
| Sam Hynes                        | Dominic Cotterall (de joven)                              | -                         | "Lost Weekend"    | 1                | 2016     |
| Matthew Clancy                   | Stuart Prescott                                           | Oficial de Policía        | "The Big Bang"    | 1                | 2016     |
| Dior Miller-McPhail Faith Brogan | Jess Prescott (a los 7 años) Jess Prescott (a los 4 años) | -                         | "The Big Bang"    | 1                | 2016     |
| Edith Bowman                     | -                                                         | Presentadora de Radio     | "The Big Bang"    | 1                | 2016     |
| Brian Cox                        | -                                                         | Presentador de Televisión | "The Big Bang"    | 1                | 2016     |

### Antiguos personajes
| Actor            | Personaje    | Ocupación           | Historia           | Nº de episodios | Duración |
| ---------------- | ------------ | ------------------- | ------------------ | --------------- | -------- |
| Stephen Dillane  | Arlo Raglin  | -                   | "Joint Enterprise" | 1               | 2012     |
| Robert Pugh      | Sheehy       | Detective Inspector | "Joint Enterprise" | 1               | 2012     |
| Joe Dempsie      | Stefan       | Soldado             | "Joint Enterprise" | 1               | 2012     |
| Karla Crome      | Coleen       | -                   | "Joint Enterprise" | 1               | 2012     |
| Claire Rushbrook | Ellen Lowell | -                   | "Joint Enterprise" | 1               | 2012     |
| Lara Rossi       | Erin         | -                   | "Joint Enterprise" | 1               | 2012     |
| Darren Campbell  | Heskett Jupp | -                   | "Joint Enterprise" | 1               | 2012     |
| Lauren Socha     | Deena        | -                   | "Joint Enterprise" | 1               | 2012     |
| Kate Donnelly    | -            | Patóloga            | "Joint Enterprise" | 1               | 2012     |

## Episodios
La primera temporada estuvo conformada por una historia, "Joint Enterprise".
Mientras que la segunda temporada contó con tres nuevas historias, "The Third Voice", "The Lost Weekend" y "The Big Bang".

## Premios y nominaciones
| Año  | Categoría         | Premio      | Nominado | Resultado |
| ---- | ----------------- | ----------- | -------- | --------- |
| 2013 | Best Single Drama | BAFTA Award | Murder   | Ganó      |

## Producción
La miniserie fue creada y escrita por Robert Jones, cuenta con la participación del productor Kath Mattock y los productores ejecutivos Rob Pursey y Matthew Read. Así como de los directores Birger Larsen (quien dirigió las dos primeras historias), Iain Forsyth, Jane Pollard y Paul Wright.
La miniserie es escrita con un estilo único, en donde los protagonistas de cada uno de los episodios rompen la "cuarta pared" realizando monólogos a la cámara dando su versión de lo sucedido la noche de los crímenes y exlicando su participación dentro de la investigación o el mismo asesinato, mientras que la investigación avanza desde los arrestos hasta la corte para escuchar el veredicto. Durante la miniserie ninguno de los personajes interactúan entre sí
La primera temporada se estrenó el 26 de agosto del 2012 con el nombre de "Joint Enterprise".
El primer DVD fue lanzado el 11 de mayo del 2015 por medio de "Acorn Media".